# Ehrenfried Pfeiffer
Ehrenfried Pfeiffer (Monaco di Baviera, 19 febbraio 1899 – Spring Valley, 30 novembre 1961) è stato un teosofo tedesco naturalizzato statunitense, noto per le sue ricerche sulla "Fertilità della Terra" concepita come mantenimento del suolo e rinnovamento, con particolare attenzione al compostaggio, che lo accreditano tra i fondatori dell'agricoltura biodinamica.

## Biografia
Ehrenfried Pfeiffer ha iniziato a lavorare con Rudolf Steiner nel 1920 per sviluppare e installare speciali luci di scena diffuse per spettacoli euritmici sul palco del primo Goetheanum . Dopo la morte di Steiner nel 1925, Pfeiffer lavorò nel laboratorio di ricerca privato del Goetheanum di Dornach, in Svizzera. È diventato imprenditore e direttore di 800 acri (3,2 km²) ( 320 ettari.) nella fattoria sperimentale biodinamica Loverendale a Domburg nei Paesi Bassi. La fattoria venne fondata per svolgere alcuni degli studi agricoli del laboratorio di Goetheanum. Il lavoro di test e sviluppo del Corso di Agricoltura di Rudolf Steiner del 1924 fu un'impresa internazionale coordinata da Pfeiffer presso la Sezione di Scienze Naturali del Goetheanum.
Il libro più influente di Pfeiffer, Bio-Dynamic Farming and Gardening, venne pubblicato nel 1938 contemporaneamente in almeno cinque lingue, inglese, tedesco, olandese, francese e italiano. L'anno seguente, e pochi mesi prima dello scoppio della seconda guerra mondiale, Pfeiffer tenne la prima conferenza sull'agricoltura biodinamica della Gran Bretagna, la Betteshanger Summer School and Conference, nella tenuta di Lord Northbourne nel Kent. La Conferenza Betteshanger di Pfeiffer è considerata il "legame mancante" tra l'agricoltura biodinamica e l'agricoltura biologica. Nel 1940 un ospite di Pfeiffer, Lord Northbourne, gli pubblicò il manifesto dell'agricoltura biologica "Look to the Land", nel quale venne utilizzato il termine " agricoltura organica'.
Pfeiffer visitò per la prima volta gli Stati Uniti nel 1933 per tenere una conferenza con un gruppo di antroposofisti alla Threefold Farm di Spring Valley, New York, sull'agricoltura biodinamica. La sua consulenza fu essenziale per lo sviluppo dell'agricoltura biodinamica negli Stati Uniti.
Pfeiffer ha sviluppato un metodo analitico usando la cristallizzazione del cloruro di rame ed ha usato questa tecnica come esame del sangue per rilevare il cancro. Venne invitato negli Stati Uniti, nel 1937, per lavorare presso l'Hahnemann Medical College di Filadelfia Mentre negli Stati Uniti, continuò a consultare le persone interessate all'agricoltura biodinamica e contribuì a formare la  Biodynamic Farming & Gardening Association. nel 1938. Due anni dopo, nel 1940, emigra dalla Svizzera agli Stati Uniti con sua moglie Adelheid, sfuggendo all'avanzata delle truppe tedesche in Francia. I coniugi portarono negli USA anche il figlio Christoph e la figlia Wiltraud.
La famiglia dei quattro Pfeiffer si stabilì a Kimberton, in Pennsylvania (vicino a Filadelfia), dove Alaric Myrin offrì a Pfeiffer l'opportunità di creare un modello di fattoria biodinamica e un programma di formazione. A partire dalla fine degli anni '30 ha insegnato agricoltura e giardinaggio biodinamici presso la Kimberton Farm School. Uno dei suoi studenti, Paul K. Keene, che ha lavorato e studiato con Pfeiffer per due anni e poco dopo ha cofondato Walnut Acres, ricorda: "... ha contribuito a riunire tutti gli esseri viventi per noi in un preciso schema coerente"
Mentre era a Kimberton, Pfeiffer ha sostenuto la fondazione della Biodynamic Farming and Gardening Association e di avviare il suo diario. Mentre era a Kimberton, Pfeiffer incontrò anche J. I. Rodale, fondatore della rivista Organic Gardening and Farming, e del movimento biologico negli Stati Uniti. Purtoroppo questo incontro non ha contribuito a rendere famosa la biodinamica nella storia del movimento dell'agricoltura organica americana. Le difficoltà interpersonali - una caratteristica della vita di Pfeiffer - portarono a termine le Kimberton Farms.
Con l'obiettivo di continuare il suo lavoro formando agricoltori biodinamici, Pfeiffer acquistò una fattoria a Chester, New York, dove sorgeva una piccola colonia fondata sull'agricoltura, istruzione ed amministrazione dell'Associazione Biodinamica Pfeiffer Eherenfried
La sua teoria della cristallizzazione sensibile al cloruro di rame gli ha conferito la laurea ad honorem in Medicina presso l'Hahnemann Medical College and Hospital di Filadelfia nel 1939. Pfeiffer studiò la chimica e divenne professore di nutrizione nel 1956. Scrisse sui pericoli dei pesticidi e DDT e Rachel Carson si consultò con lui mentre scriveva Silent Spring .
Nel 1961, nella sua casa di Spring Valley, New York, ebbe una serie di attacchi di cuore, che non vennero adeguatamente curati e gli provocarono la morte per arresto cardiaco. In seguito alla scomparsa di Ehrenfried la moglie, sua moglie Adelheid Pfeiffer subentrò nella gestione della loro fattoria a Chester, New York.

## Realizzazioni ed opere
Pfeiffer è stato un pioniere dell'agricoltura biodinamica in Europa, Gran Bretagna, e America. È noto soprattutto per il suo lavoro innovativo nel compostaggio.
"L'arte di preparare i composti era meglio conosciuta nei secoli passati di quanto non lo sia oggi, 1977 circa, a molti agricoltori esperti. Nelle Fiandre c'era un tempo una corporazioneche aveva l'esclusivo diritto di raccogliere di giorno i rifiuti organici. Essi venivano stratificati con della terra. Il composto maturo era un oggetto di commercio molto richiesto. Chi, eludendo questa corporazione, voleva procurarsi del composto, doveva farsi il suo cumulo nascostamente di notte."
Ha condotto ricerche approfondite sulla preparazione e l'uso del compost biodinamico ed è stato l'inventore di BD Compost Starter, un inoculo per compost. Per molti anni Pfeiffer è stato consulente per il compost delle piattaforme ecologiche municipali di compost, in particolare Oakland, California, e paesi dei Caraibi, Europa ed Estremo Oriente. Una difficoltà tecnica con il compost prodotto dalle strutture pubbliche fu l'impossibilità di spargerlo meccanicamente. Così i suoi progetti fallirono.
Pfeiffer ha inventato due metodi antroposofici di formazione delle immagini, un metodo che utilizza una cromatografia a filtro circolare ( cromatografia circolare. o chroma test ) e il metodo di cristallizzazione del cloruro di rame, sviluppato insieme a Erika Sabarth. In quest'ultimo metodo, una soluzione di cloruro di rame e la soluzione di prova sono lasciate evaporare. Il modello dei cristalli di cloruro di rame può essere "letto" in base al modello di campioni noti. Allo stesso modo, i modelli dei cromatografi circolari possono essere "letti" sulla base di campioni noti. Entrambi i metodi richiedono molta pratica per "leggere" ed interpretare le immagini.

## Onorificenze
Il lavoro di Pfeiffer a Hahnemann gli è valso un dottorato onorario presso la Hahnemann Medical College e l'ospedale di Filadelfia l'8 giugno 1939 alla novantunesima cerimonia di consegna dei diplomi.

## Pubblicazioni
- Ehrenfried Pfeiffer, Fertilità del suolo, rinnovamento e conservazione: agricoltura e giardinaggio biodinamici, casa editrice asiatica, 2006. ISBN 81-87067-73-X.
- Ehrenfried Pfeiffer, Giardinaggio e agricoltura biodinamici: articoli, Mercury Press, 1983-1984. ISBN 0-936132-67-1.
- Ehrenfried Pfeiffer, utilizzando i preparati e gli spruzzi di compost biodinamici in Garden, Orchard & Farm, Biodynamic Farming &amp; Gardening Association, 1984. ISBN 0-938250-26-4.
- Ehrenfried Pfeiffer ed Erika Riese, Grow a Garden and Be Self-Sufficiente, Mercury Press, 1981. ISBN 0-936132-37-X.
- Ehrenfried Pfeiffer, Bio-Dinamica: tre articoli introduttivi, Carta, 1999. ASIN B000PIZ250.
- Ehrenfried Pfeiffer, Il trattamento biodinamico di alberi da frutta, bacche e arbusti, Biodynamic Farming &amp; Gardening Association, 1976.
- Ehrenfried Pfeiffer, Weeds and What They Tell, Associazione biodinamica per l'agricoltura e il giardinaggio, 1981. ASIN B00071HRSU.
- Ehrenfried Pfeiffer, La faccia della terra: paesaggio e relazione con la salute del suolo, Faber e Faber, 1947. ASIN B0007IXST0.
- Ehrenfried Pfeiffer, Guida pratica all'uso dei preparati bio-dinamici, Rudolf Steiner Publishing, 1945. ASIN B0007K8FAU.
- Ehrenfried Pfeiffer, La trama giusta del giardino: guida concisa per coltivare le proprie verdure, Rudolf Steiner Publishing, 1945. ASIN B0007KD2GC.

### Cromatografia
- Ehrenfried Pfeiffer, Cromatografia applicata ai test di qualità, Biodynamic Farming & Gardening Association, 1984.
- Ehrenfried Pfeiffer, Processi di cristallizzazione sensibili: una dimostrazione di forze formative nel sangue, Anthroposophic Press, 1975. ASIN B00073467S.

### Compostaggio
- Ehrenfried Pfeiffer, L'arte e la scienza del compostaggio: osservazioni e metodi di prova: il metodo cromatografico, Biodynamic Farming & Gardening Association, 1959. ASIN B0007HK7MC.
- Ehrenfried Pfeiffer, Il manuale del produttore del compost: La pratica del compostaggio su larga scala, Pfeiffer Foundation, 1956. ASIN B0007G1MWC.

### Altri argomenti
- Ehrenfried Pfeiffer, Lezioni di cuore: Tre lezioni, Mercury Press, 1982. ISBN 0-936132-49-3.
- Ehrenfried Pfeiffer, The Chymical Wedding of Christian Rosenkreutz: A comment, Mercury Press, 1984. ISBN 0-936132-16-7.
- Ehrenfried Pfeiffer, Zarathustrian Way, St. George Book Service, 1982. ISBN 0-936132-45-0.
- Ehrenfried Pfeiffer, Il dramma misterioso di Rudolf Steiner, Quattro lezioni tenute a Spring Valley, 1948 . Mercury Press, ISBN 0-936132-93-0